# Abetti (Mondkrater)
Abetti ist ein sehr kleiner Einschlagkrater nahe dem südöstlichen Rand Mare Serenitatis, nordwestlich des Mons Argaeus.

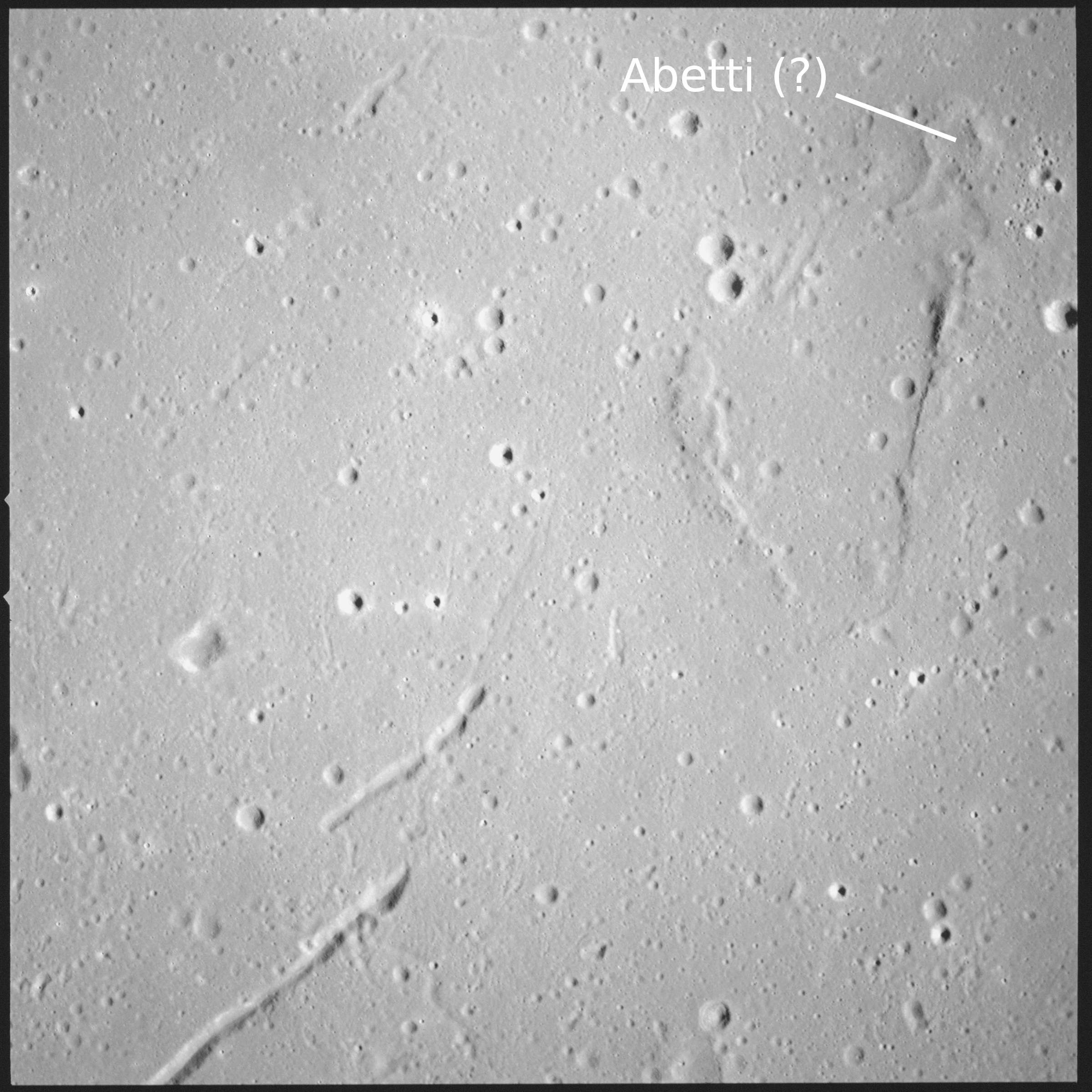
Apollo 17-Aufnahme. Abetti ist vermutlich der Geisterkrater rechts oben am Ende des Höhenrückens (Norden oben)

Die genaue Lage ist unklar, da er auf verschiedenen Kartenwerken der NASA an unterschiedlichen Positionen eingezeichnet ist (vergleiche LM-42 Mare Serenitatis, LTO-42C2 Clerke und LTO-42C3 Dawes) und die im Gazetteer of Planetary Nomenclature der IAU angegebene Position keinem klar erkennbaren Krater entspricht und sich zudem von den NASA-Positionen unterscheidet. Die der IAU-Position und -Größe am ehesten entsprechende Struktur ist ein Geisterkrater.
Abetti wurde von der IAU nach den beiden italienischen Astronomen Antonio Abetti (1846–1928) und Giorgio Abetti (1882–1982) benannt.